# William Ramsay
William Ramsay (2 de octubre de 1852, Glasgow-23 de julio de 1916, , Buckinghamshire) fue un químico británico que recibió el Premio Nobel de Química en 1904. Después de que él y John William Strutt descubriesen el radón, Ramsay investigó otros gases atmosféricos. Descubrió los gases argón, neón, criptón y xenón, lo que condujo a la inclusión del grupo de los gases nobles de la tabla periódica.

## Origen y formación académica
Hijo de William C. Ramsay, y su esposa, Catherine Robertson, era sobrino del geólogo sir Andrew Ramsay.
Estudió química en las universidades de Glasgow entre 1866 y 1870. Se doctoró en la Universidad de Tubinga, en Alemania, en 1872.

## Investigaciones científicas
Ramsay regresó a Glasgow para trabajar en el Anderson College entre 1872 y 1874 y, posteriormente, en la Universidad de Glasgow entre 1874 y 1880. Durante este periodo investigó sobre los alcaloides.
En 1879 pasó al estudio de la física química. Desde 1880 fue catedrático del University College de Bristol, donde pasó a ser director entre 1881 y 1887. Continuó sus investigaciones con el químico británico Sydney Young. Ambos publicaron más de 30 artículos sobre las características físicas de líquidos y gases.
En 1887 Ramsay pasó a ser profesor de química general en el University College de Londres, donde permaneció hasta su jubilación en 1913.
En 1888 fue nombrado miembro de la Real Sociedad de Londres para el Avance de la Ciencia Natural.
En 1893 él y el químico John Shields verificaron la ley física establecida por el húngaro Roland Eötvös’s sobre la constancia de la tasa de cambio de la energía de la superficie molecular con la temperatura.
El físico británico John William Strutt, más conocido como Lord Rayleigh, en 1892 descubrió una diferencia en los datos sobre gas de nitrógeno en compuestos y en la atmósfera. Él atribuyó esta discrepancia a un gas ligero incluido en compuestos químicos de nitrógeno, mientras que Ramsay sospechaba que se trataba de un gas pesado hasta ahora desconocido. Utilizando dos métodos diferentes para eliminar todos los gases conocidos del aire, Ramsay y Rayleigh pudieron anunciar en 1894 que habían encontrado un elemento gaseoso monoatómico, químicamente inerte, que constituía casi el 1 por ciento de la atmósfera. Lo nombraron con la palabra griega para "perezoso", argón.
En 1893 Ramsay liberó otro gas inerte de un mineral llamado cleveita; esto resultó ser helio, anteriormente conocido solo en el espectro solar. En su libro «Los gases de la atmósfera» (1896), Ramsay mostró que las posiciones de helio y argón en la tabla periódica de elementos indicaban que podrían existir al menos tres gases nobles más. En 1898, él y el químico británico Morris W. Travers aislaron estos elementos, llamados neón, criptón y xenón, del aire. Trabajando con el químico británico Frederick Soddy en 1903, Ramsay demostró que el helio (junto con una emanación gaseosa llamada radón) se produce continuamente durante la desintegración radiactiva del radio, un descubrimiento de crucial importancia para la comprensión moderna de las reacciones nucleares. En 1910, utilizando pequeñas muestras de radón, Ramsay demostró que era un sexto gas noble, y aportó más pruebas de que se formó por la emisión de un núcleo de helio a partir del radio.
Ramsay apoyó la educación sobre ciencia. Fue el primero que escribió libros de texto basados en la clasificación periódica de los elementos: «Un sistema de química inorgánica» y «Química sistemática elemental para el uso en colegios y universidades», ambos de 1891.
Fue nombrado sir en 1902. En 1904 ganó el premio Nobel de Química. Ese mismo año, John William Strutt ganó el de Física.
En el campo de la química, también escribió «Química moderna» (1902) y «Ensayos, biografía y química» (1908).
Fue presidente de la Sociedad Química entre 1907 y 1909 y de la Asociación Británica para el Avance de la Ciencia en 1911.
Ramsay tuvo muchos intereses además de la física, entre los que estuvieron los idiomas, la música y los viajes.
Fue consultor de la industria química y dirigió algunas compañías químicas. Tras su retiro, en 1913, se trasladó a High Wycombe, condado de Buckinghamshire, y continuó trabajando en su laboratorio privado.
Ramsay falleció a los 63 años de edad y fue enterrado en los terrenos de la iglesia de Hazelmere.

## Homenajes
El 3 de noviembre de 1922 se puso una placa en su memoria en la Abadía de Westminster.
En 1976 se construyó la escuela superior Sir William Ramsay School, en Hazlemere en High Wycombe.[cita requerida]
El 2 de octubre de 2019 Google, el buscador más usado del mundo, le dedicó su página principal.

### Eponimia
- El cráter lunar Ramsay lleva este nombre en su memoria.[9]